# توكوغاوا إينوبو
توكوغاوا إينوبو (باليابانية: 徳川 家宣) عاش في الفترة بين (11 يونيو 1662 - 12 نوفمبر 1712) كان سادس شوغون في شوغونية توكوغاوا والذي حكم في الفترة بين 1709 حتى 1712. إينوبو هو أكبر أبناء توكوغاوا تسوناشيغه، وبالتالي يكون ابن أخ توكوغاوا إيتسونا وتوكوغاوا تسونايوشي، وحفيد توكوغاوا إيميتسو وحفيد حفيد توكوغاوا إياسو مؤسس شوغونية توكوغاوا.